# Апыртан
Апыртан (кирг. Апыртан) — село в Ноокенском районе Джалал-Абадской области Кыргызстана. Входит в состав Массынского айылного аймака.

## География
Село расположено в южной части области, на правом берегу реки Алаш-Сай, у северной окраины села Масы, административного центра района. Абсолютная высота — 808 метров над уровнем моря.

## Население
Согласно оценочным данным Национального статистического комитета Кыргызской Республики, численность населения села на начало 2023 года составляла 2168 человек.
| год     | 2009 | 2014 | 2015 | 2020 | 2021 | 2023 |
| ------- | ---- | ---- | ---- | ---- | ---- | ---- |
| человек | 1902 | 1865 | 1819 | 2072 | 2104 | 2168 |